# スターユニットシリーズ
スターユニットシリーズとは、株式会社タミヤよりリリースされている1/14スケール電動RCカーのシリーズ名称である。2017年12月からは1/8スケールの3輪バイク「ダンシングライダー」が加えられた。

## 概要
インドアからアウトドアまで気軽に遊べる事がコンセプト。
単3形電池4本をパワーソースにした後輪駆動の電動RCカーとなっている。
ボディは軽量なポリカーボネート製。
ミニ四駆をイメージさせるトレーニングバンパーを取り付ける事ができるものもある。

## メカニズム
SU-01
SU-01シャーシは370モーターをリヤエンドに搭載した後輪駆動タイプ。ギヤボックスは密閉され、デフギヤを装備。サスペンションはシンプルなストラットタイプの4輪独立。完成品ではESCと受信機を一体化したTRE-01ユニットを搭載し、配線も極力抑えた構成になっている。組立キットの場合は任意のRCメカを選んで搭載できる。
T3-01
T3-01シャーシは後輪駆動タイプの3輪バイク（前輪1、後輪2）。車体を傾けて左右に曲がる。リヤにはギヤデフを内蔵。フロントサスペンションはテレスコピックタイプ。370モーターを使用。バッテリーは単3形アルカリ電池4本やLF1100バッテリーが使用出来る。サポートアームを使い、転倒しても自力で起き上がれるよう工夫されている。

## ラインナップ
- No.1 ライトニングホーク

2015年10月発売。オールインワンの完成電動RCバギー。TRE-01ユニットを搭載。送信機の背面にはスピード切り換えスイッチがあり、ノーマル･パワーの2段階にスピードを切り替えられる。
- No.2 エアロ アバンテ（組立キット）

2016年2月発売。未組立て、未塗装の組立キット。両サイドにローラーを装備できるトレーニングバンパー付き。Mシャーシ用タイヤやホイールが装着可能。プロポなどのRCメカは別売。
- No.3 エアロ アバンテ (完成モデル)

2016年3月発売。オールインワンの完成電動RCカー。トレーニングバンパー付き。TRE-01ユニットを搭載。送信機の背面にはスピード切り換えスイッチがあり、ノーマル･パワーの2段階にスピードを切り替えられる。
- No.4 エアロアバンテ (組立キット) (SU-01シャーシ） フルセット

2016年2月発売。未組立て、未塗装の組立キットにファインスペック2.4G（TRE-01付）が同梱されたバージョン。
- No.5 トリプルホイールシリーズ 1/8 ダンシングライダー（組立キット）(T3-01シャーシ)

2017年12月発売。未組立て、未塗装の組立キット。ライダー人形付き。ボディデザインは有野篤。